# Удовки
Удовки — деревня в Руднянском районе Смоленской области России. Входит в состав Чистиковского сельского поселения. Население — 8 жителей (2007 год). По состоянию на 2013 год деревня вымерла.
Расположена в западной части области в 14 км к северо-востоку от Рудни, в 14 км севернее автодороги А141 Орёл — Витебск. В 15 км южнее деревни расположена железнодорожная станция Плоская на линии Смоленск — Витебск.

## История
В годы Великой Отечественной войны деревня была оккупирована гитлеровскими войсками в июле 1941 года, освобождена в октябре 1943 года.